# Discografia de Eyshila
A discografia de Eyshila, cantora gospel brasileira é composta por doze álbuns de estúdio, dois álbuns ao vivo e duas compilações. Ao todo a cantora já recebeu seis discos de platina e nove discos de ouro, vendendo mais de um milhão de cópias.

## Álbuns de estúdio
| Título                      | Informações                                                                                            | Posição | Vendas    | Certificações |
| Título                      | Informações                                                                                            | ABPD    | Vendas    | Certificações |
| --------------------------- | --- | ------- | --------- | ------------- |
| Glorificando                | - Lançamento: 13 de maio de 1996 - Gravadora: Som e Louvores - Formato: LP, CD, download digital       | -       | - 1.000   |               |
| Tira-me do Vale             | - Lançamento: 1 de julho de 1997 - Gravadora: MK Music - Formato: CD, download digital                 | -       | - 90.000  |               |
| Mais Doce que o Mel         | - Lançamento: 26 de fevereiro de 1999 - Gravadora: MK Music - Formato: CD, download digital            | -       | - 60.000  |               |
| Deus Proverá                | - Lançamento: 3 de abril de 2001 - Gravadora: MK Music - Formato: CD, download digital                 | -       | - 150.000 | - Ouro        |
| Até Tocar o Céu             | - Lançamento: 30 de janeiro de 2007 - Gravadora: MK Music - Formato: CD, download digital              | -       | - 250.000 | - 2× Platina  |
| Hasta Tocar el Cielo        | - Lançamento: 8 de maio de 2008 - Gravadora: MK Music - Formato: CD, download digital                  | -       | - 10.000  |               |
| Nada Pode Calar Um Adorador | - Lançamento: 9 de dezembro de 2009 - Gravadora: MK Music - Formato: CD, download digital              | -       | - 170.000 | - Platina     |
| Sonhos não Têm Fim          | - Lançamento: 2 de dezembro de 2011 - Gravadora: MK Music - Formato: CD, download digital              | -       | - 80.000  | - Platina     |
| Jesus, o Brasil Te Adora    | - Lançamento: 24 de novembro de 2012 - Gravadora: Central Gospel Music - Formato: CD, download digital | -       | - 90.000  | - Platina     |
| Deus no Controle            | - Lançamento: 15 de novembro de 2014 - Gravadora: Central Gospel Music - Formato: CD, download digital | -       | - 50.000  | - Ouro        |
| O Milagre Sou Eu            | - Lançamento: 5 de novembro de 2016 - Gravadora: Central Gospel Music - Formato: CD, download digital  | -       | - 30.000  |               |
| Tudo Volta ao Seu Lugar     | - Lançamento: 5 de Dezembro de 2020 - Gravadora: Sony Music Gospel - Formato: download digital         | -       | -         | -             |

## Álbuns ao vivo
| Título                                | Informações | Posição | Vendas    | Certificações |
| Título                                | Informações | ABPD    | Vendas    | Certificações |
| ------------------------------------- | --- | ------- | --------- | ------------- |
| Na Casa de Deus                       | - Lançamento: 21 de janeiro de 2003 - Gravadora: MK Music - Formato: CD, download digital | -       | - 280.000 | - 2× Platina  |
| Terremoto                             | - Lançamento: 8 de março de 2005 - Gravadora: MK Music - Formato: CD, download digital | -       | - 450.000 | - 3× Platina  |
| Collection - Ao Vivo 10 Anos          | - Gravação: 8 de setembro de 2005 - Lançamento: 4 de abril de 2006 - Gravadora: MK Music - Formato: CD, download digital                                                                                     | -       | - 130.000 | - Platina     |
| Eyshila: Live Session                 | - Lançamento: 2016 - Gravadora: Central Gospel Music - Formato: download digital | -       | -         | -             |
| Vai Amanhecer                         | - Gravação: 13 de Julho de 2018, Estúdio ADVEC São Paulo, SP. - Lançamento: 30 de Novembro de 2018 (Digital) / 22 de Dezembro de 2018 (CD) - Gravadora: Central Gospel Music - Formato: CD, download digital | -       | -         | -             |
| Gratidão                              | - Gravação: 1 de Setembro de 2020, São Paulo - SP - Lançamento: 2021 (Maio e Dezembro) - Gravadora: Sony Music Gospel - Formato: download digital                                                            | -       | -         | -             |
| Gratidão - Parte 2                    | - Gravação: 1 de Setembro de 2020, São Paulo - SP - Lançamento: 2021 (Maio e Dezembro) - Gravadora: Sony Music Gospel - Formato: download digital                                                            | -       | -         | -             |
| Gratidão - Parte 3                    | - Gravação: 1 de Setembro de 2020, São Paulo - SP - Lançamento: 2021 (Maio e Dezembro) - Gravadora: Sony Music Gospel - Formato: download digital                                                            | -       | -         | -             |
| Quero Aprender a Orar (Ao Vivo)       | - Lançamento: 5 de Maio de 2023 - Gravadora: Sony Music - Formato: download digital | -       | -         | -             |
| Eu Não Me Rendo a Minha Dor (Ao Vivo) | - Lançamento: 15 de abril de 2025 - Gravadora: MK Music - Formato: download digital | -       | -         | -             |

## Compilações
| Título                              | Informações                                                                          | Posição | Vendas    | Certificações |
| Título                              | Informações                                                                          | ABPD    | Vendas    | Certificações |
| ----------------------------------- | ------------------------------------------------------------------------------------ | ------- | --------- | ------------- |
| Som Gospel                          | - Lançamento: 2008 - Gravadora: MK Music - Formato: CD                               | -       | - 100.000 | - Platina     |
| Falando de Amor                     | - Lançamento: 2010 - Gravadora: MK Music - Formato: CD                               | -       | - 45.000  | - Ouro        |
| Eyshila - Gospel Collection Ao Vivo | - Lançamento: Outubro de 2014 - Gravadora: MK Music - Formato: DVD, digital download | -       | -         | -             |

## Álbuns com Fernanda Brum
| Título   | Informações                                                                          | Posição | Vendas    | Certificações |
| Título   | Informações                                                                          | ABPD    | Vendas    | Certificações |
| -------- | ------------------------------------------------------------------------------------ | ------- | --------- | ------------- |
| Amigas   | - Lançamento: Janeiro de 2008 - Gravadora: MK Music - Formato: CD, digital download  | -       | - 100.000 | - Platina     |
| Amigas 2 | - Lançamento: Novembro de 2009 - Gravadora: MK Music - Formato: CD, digital download | -       | - 55.000  | - Ouro        |

## Singles e Bundles
| Ano  | Single                                                                                               | Certificação | Álbum                           | Gravadora            |  |
| ---- | --- | ------------ | ------------------------------- | -------------------- |  |
| 2017 | Terremoto (feat. Wilian Nascimento)                                                                  |              | Grandes Encontros MK 30 Anos    | MK Music             |  |
| 2017 | Tira-me do Vale (feat. Liz Lanne)                                                                    |              | Grandes Encontros MK 30 Anos    | MK Music             |  |
| 2018 | Deus Fiel                                                                                            |              | Vai Amanhecer                   | Central Gospel Music |  |
| 2019 | Eu Ainda Vou Sonhar                                                                                  |              | Tudo Volta ao Seu Lugar         | Sony Music Gospel    |  |
| 2020 | Lázaro                                                                                               |              | Tudo Volta ao Seu Lugar         | Sony Music Gospel    |  |
| 2020 | Tu és Bom (Em Todo Tempo) (feat. Fernandinho)                                                        | Ouro         | Tudo Volta ao Seu Lugar         | Sony Music Gospel    |  |
| 2020 | Filho                                                                                                |              | Tudo Volta ao Seu Lugar         | Sony Music Gospel    |  |
| 2020 | Nada Pode Calar um Adorador (feat. Isadora Pompeo)                                                   | Platina      | Tudo Volta ao Seu Lugar         | Sony Music Gospel    |  |
| 2020 | Me Leva (feat. Nívea Soares)                                                                         |              | Tudo Volta ao Seu Lugar         | Sony Music Gospel    |  |
| 2021 | Eu Preciso de Você (feat. Duo Franco)                                                                |              | -                               | Sony Music Gospel    |  |
| 2021 | Me Leva (Acústico)                                                                                   |              | -                               | Sony Music Gospel    |  |
| 2021 | Ele Vem (feat. Ministério Mergulhar)                                                                 |              | -                               | Sony Music Gospel    |  |
| 2021 | Nunca pare de Lutar (feat. Ludmila Ferber) / Tua Graça me Basta (feat. Pitte Goiabeira e Fran Rolin) |              | Gratidão                        | Sony Music Gospel    |  |
| 2021 | Mais que Uma Voz (feat. Weslei Santos) / A Ele a Glória (feat. Danielle Cristina)                    |              | Gratidão                        | Sony Music Gospel    |  |
| 2021 | Transformada (feat. Cassiane) / Milagre (feat. Liz Lanne)                                            |              | Gratidão                        | Sony Music Gospel    |  |
| 2021 | Em Tua Presença (feat. Fernanda Brum) / Vai Amanhecer (feat. PC Baruk e Rebeca Nemer)                |              | Gratidão                        | Sony Music Gospel    |  |
| 2021 | Deus está me Ensinando / Ele é o Amor (feat. Lito Atalaia)                                           |              | -                               | Sony Music Gospel    |  |
| 2021 | Canção do Amor                                                                                       |              | -                               | Sony Music Gospel    |  |
| 2021 | Oleiro                                                                                               |              | -                               | Sony Music Gospel    |  |
| 2021 | Profetiza (feat. Jozyanne)                                                                           |              | Propósito                       | MK Music             |  |
| 2022 | Ele se Move (feat. Fernanda Brum e Aline Barros)                                                     |              | -                               | Sony Music Gospel    |  |
| 2022 | É assim que Eu quero te Adorar (feat. DJ Roger Vale)                                                 |              | -                               | Sony Music Gospel    |  |
| 2022 | Amigo Espírito Santo (feat. Cassiane)                                                                |              | Cassiane 40 anos (ao vivo)      | MK Music             |  |
| 2022 | Bondade de Deus (Goodness of God) (feat. Weslei Santos)                                              |              | Quero Aprender a Orar (Ao Vivo) | Sony Music Gospel    |  |
| 2022 | A Alma Abatida                                                                                       |              | Quero Aprender a Orar (Ao Vivo) | Sony Music Gospel    |  |
| 2023 | Existe Um Nome (feat. Gabriel Guedes Almeida)                                                        |              | Quero Aprender a Orar (Ao Vivo) | Sony Music Gospel    |  |
| 2023 | Grande é o Nosso Deus (Ao Vivo)                                                                      |              | Quero Aprender a Orar (Ao Vivo) | Sony Music Gospel    |  |
| 2023 | Grande é o Nosso Deus                                                                                |              | -                               | Sony Music Gospel    |  |
| 2023 | Deus no Controle-Remix (feat. Lito Atalaia e Trindade Records)                                       |              | -                               | Trindade Produtora   |  |
| 2024 | Sopra Espírito - Na Igreja (In Memorian Ludmila Feber, Ao Vivo) (feat. Marcos Freire)                |              | -                               | FLAME                |  |
| 2024 | O Tanque de Betesda                                                                                  |              | Eu Não Me Tendo a Minha Dor     | MK Music             |  |
| 2024 | De Manhã (Com Samuel Messias)                                                                        |              | Eu Não Me Tendo a Minha Dor     | MK Music             |  |
| 2024 | Vigor (Com Sarah Farias)                                                                             |              | Eu Não Me Tendo a Minha Dor     | MK Music             |  |
| 2024 | O Nome Santo de Jesus/Jesus (Com Leandro Borges)                                                     |              | Eu Não Me Tendo a Minha Dor     | MK Music             |  |
| 2024 | Calma, Por Favor                                                                                     |              | Eu Não Me Tendo a Minha Dor     | MK Music             |  |
| 2025 | Deus Forte                                                                                           |              | Eu Não Me Tendo a Minha Dor     | MK Music             |  |
| 2025 | Tu Podes Fazer De Novo                                                                               |              | Eu Não Me Tendo a Minha Dor     | MK Music             |  |